# 두루미 무인기
두루미 무인기는 한국항공우주연구원(항우연)에서 기본연구 사업으로서 무인항공기 기초연구를 위하여 착수한 첫 소형 무인항공기 시제기이다. 유콘시스템에서 개발한 두루미 무인기의 기술이전 상용화 버전은 리모아이-015이라고 부른다.

## 역사
두루미는 1999년 하반기에 개념연구가 시작되어 2000년~2003년 항우연의 기본연구 사업 중 하나의 세부과제로 수행되었고, 2004년 연구사업이 종료되었다. 이 기종은 1998년 8월에 무인항공기로서 대서양을 처음으로 횡단한 소형 무인항공기인 인시투그룹 (Insitu Group)의 에어로존데 라이마 호 (Aerosonde “Laima”)의 성공에 영감을 받아 시작되었다. 대규모 개발 예산이 소요되었던 군사용 무인항공기와는 달리 저가형으로 표준화된 모형항공기용 부품과 엔진 및 저가형 센서들을 활용해서 국내에서도 민수용 무인항공기를 구현할 수 있다는 것을 확인하였다. 에어로존데와 마찬가지로 기상관측용 센서(온도, 습도, 기압을 재는 라디오존데용 센서를 무인항공기에 탑재할 수 있도록 개조 개발)를 탑재하여 응용 연구와 비행시험을 하였고, 2004년 11월 3일부터 8일까지, 전라남도 고흥에 위치한 한국항공우주연구원 항공센터에서 기상연구소와 공동으로 하루 평균 3시간씩의 기상관측 시험비행을 수행했다.

## 참여기관
- 설계 및 체계종합 - 한국항공우주연구원 스마트무인기 기술개발사업단 체계종합그룹
- 항공전자 및 지상관제시스템 - 유콘시스템, 충남대학교 비행역학 및 제어실험실
- 성우엔지니어링 - 비행체 제작
- 기상관측 센서 - (주)진양공업

## 제원
- 두루미[1]
  - 날개폭 : 3.2 m
  - 동체길이 : 1.8 m
  - 무게 : 15 kg
  - 연료탑재량 : 6 리터
  - 비행시간 : 24 시간

## 같이 보기
- 북한 두루미 무인기 - 이름이 같지만 다른 기종이다.
- 방현 무인기
- 리모아이-006
- 백령도 무인기